# Кобилянська Ольга Юліанівна
О́льга Юліа́нівна Кобиля́нська (27 листопада 1863, Гурагумора, Сучавський повіт, Герцогство Буковина, Австро-Угорська імперія — 21 березня, 1942, Чернівці, Губернаторство Буковина, Румунське королівство) — українська письменниця-модерністка, рання буковинська феміністка, близька подруга та соратниця Лесі Українки. Авторка повістей та оповідань про проблеми українського жіноцтва та буковинського села на межі століть, щоденника та листів. Одна з найважливіших постатей раннього модернізму в українській літературі.
Маючи лише 4 класи офіційної освіти, Кобилянська гостро відчувала нерівноправне становище жінки, «рабство родинне і рабство суспільне». У 1894 році стояла біля витоків «Товариства руських жінок на Буковині». 1902-го року в Чернівцях співорганізувала та очолила «Кружок українських дівчат».
Послідовниця феміністичних ідей Наталії Кобринської, близька подруга художниці Августи Кохановської, лікарки Софії Окуневської, Ольги Устиянович, під впливом яких німецько- та румунськомовна Кобилянська почала писати українською, самостійно обрала українську ідентичність та почала відстоювати права українського жіноцтва та селянства.

## Життєпис

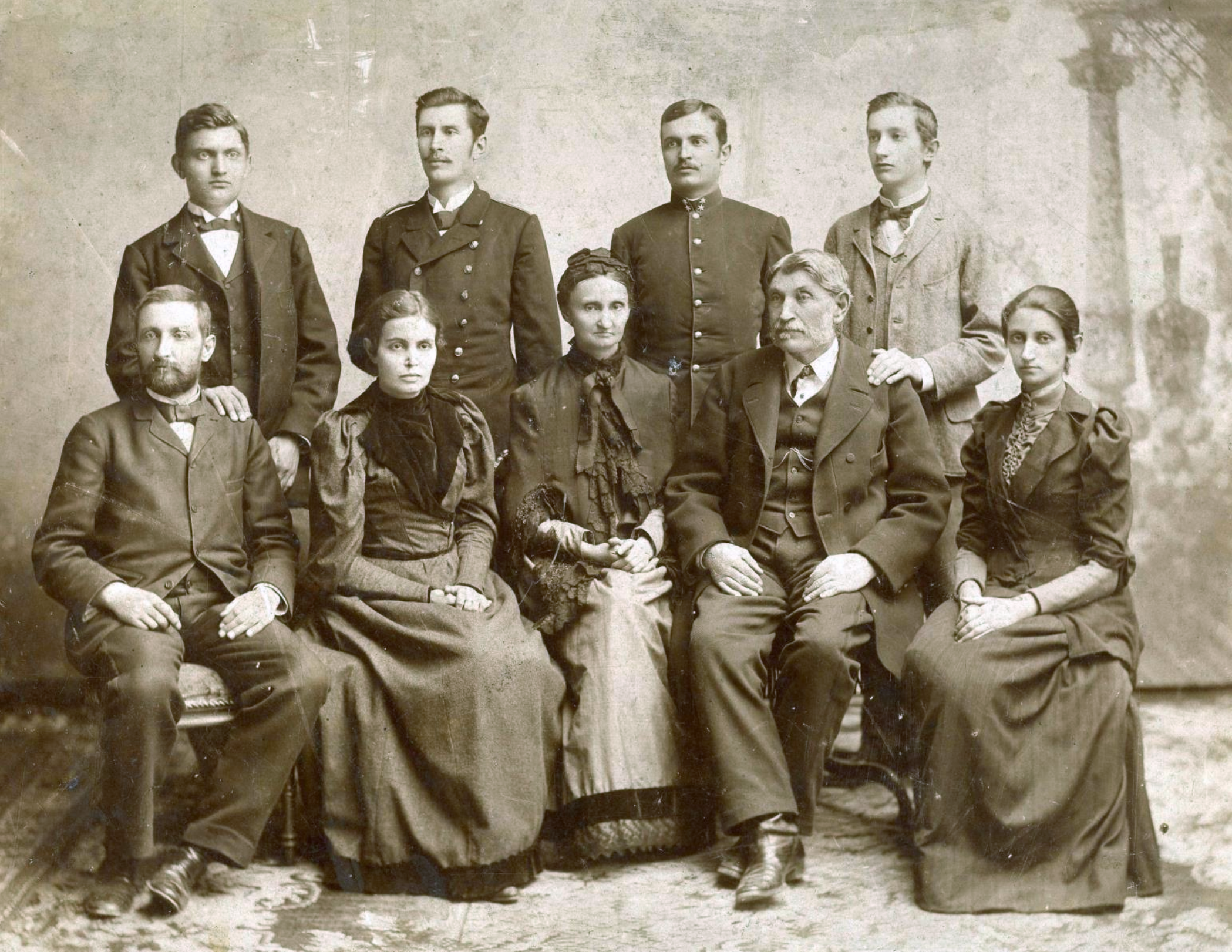
Кобилянські, 1894 р. Стоять: Олександр, Юліан, Степан, Володимир. Сидять: Максиміліан, Євгенія, Марія (мати), Юліан (батько), Ольга.

Ольга Кобилянська народилася 27 листопада 1863 року в містечку Ґура-Гумора в Південній Буковині четвертою із семи дітей.
Батько, дрібний урядовець Юліан Якович Кобилянський, народився в Галичині (навчався у школі в Бучачі). Належав до шляхетного роду з Наддніпрянщини. Проте дід Ольги Яків не підтвердив документи про шляхетство сина нотаріально, вважаючи, що для заробітку йому буде достатньо розуму. Це значно вплинуло на долю письменниці, позначивши її фінансовою скрутою, труднощами в освіті й самореалізації.
Мати, Марія Йосипівна Вернер, походила зі спольщеної німецької родини. Її родичем був німецький поет-романтик Захарій Вернер. З любові до чоловіка Марія Вернер вивчила українську мову, прийняла греко-католицьку віру та виховувала всіх дітей у пошані та любові до українства. Ольга дуже любила і глибоко шанувала матір, називала її «наша лагідна „Свята Анна“».
Брат Ольги Степан був живописцем (серед його творів — портрети сестри). Інший брат Юліан — філолог, автор кількох підручників із латинської мови. Сестра Ольги Євгенія мала дар до музики, майстерно грала на фортепіано.

### Ранні роки та стосунки

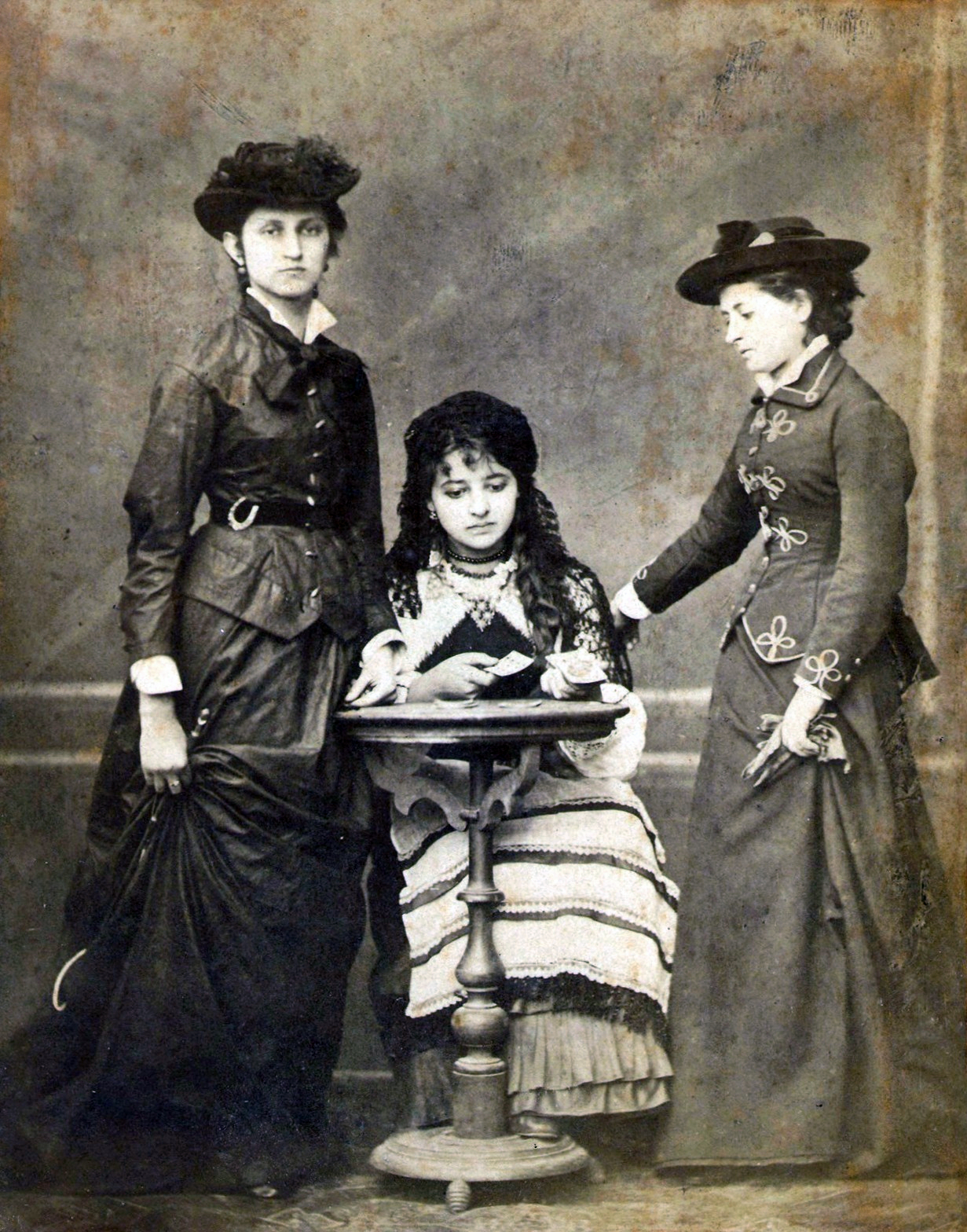
Ольга Кобилянська з Марією та Ольгою Устиянович, 1882 р.

Коли Ользі було 5 років, батька переводять до Сучави. Там Кобилянські заприятелювали з місцевим парохом та українським письменником Миколою Устияновичем. З Ольгою Устиянович Кобилянська щиро товаришувала до кінця життя.
1875 року родина Кобилянських переїжджає до гірського містечка Кимполунг, де батько отримав посаду секретаря при старостві. Тут Ольга вступає до німецької початкової школи, вчиться гри на фортепіано. Українську мову Ольга вивчала дома і приватно, у школі — лише німецьку та румунську. У Кимполунзі головним осередком культури був дім міського старости Йозефа Кохановського. Тут Ольга випозичала книжки, слухала музику, «пізнавала гарних людей і зустрічалася з прихильністю до українців». Вірною подругою Кобилянської назавжди стає художниця Августа Кохановська. «Вона є мій „добрий ангел“, як я її все називаю, і в ній пізнала я одну з тих немногих товаришок, котра мене справді любить», — згадуватиме Кобилянська. Між ними була сильна душевна спорідненість.
Після закінчення 4 класів початкової школи Ольгу не полишають мрії про подальшу освіту, на той час важкодоступну для жінок, тож вона наполегливо навчається самостійно: позичає книжки, користується підручниками братів, слухає їхні дискусії, багато читає. Починає цікавитись жіночим питанням та проблемами емансипації. Робить перші літературні спроби — веде щоденник (німецькою), пише поодинокі вірші (польською та німецькою), прозові нариси. Потрохи малює, їздить верхи в гори, грає в аматорських виставах.

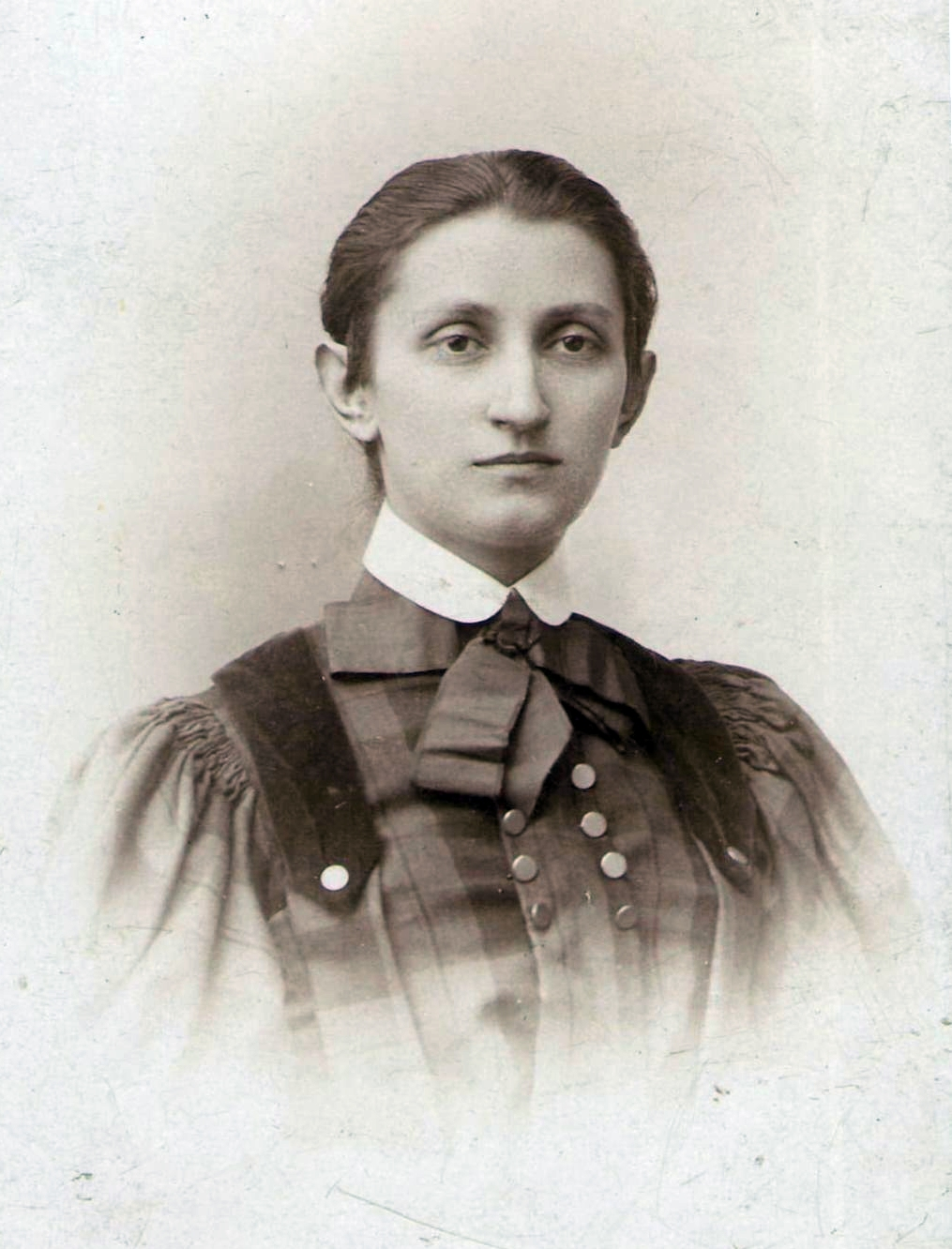
Ольга Кобилянська, 1888

1881 року до Кимполунгу приїжджає лікар Атанасій Окуневський з 17-річною дочкою Софією Окуневською, з якою Ольга починає приятелювати. «Заговорила до мене українською мовою, переконуючи, що мені треба писати не по-німецьки, а для свого народу — по-українськи, навчила фонетикою писати, надавала українських книжок», — згадує Кобилянська в автобіографії. 1883 року Окуневська знайомить Кобилянську з феміністкою, організаторкою жіночого руху на Буковині та письменницею Наталією Кобринською, чия особистість дуже вплине на формування поглядів Кобилянської.
1889 року Кобилянська на два роки переїжджає з родиною до села Димки.

### Розквіт таланту і Леся Українка

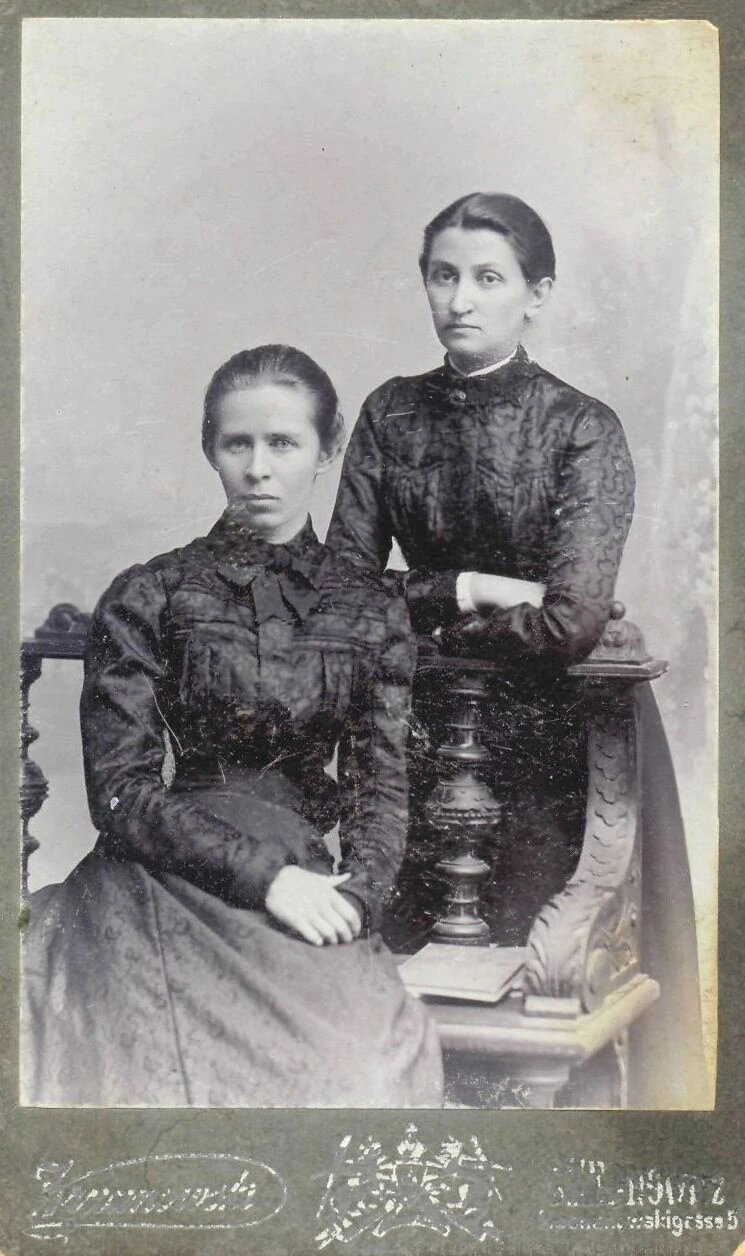
Ольга Кобилянська із Лесею Українкою, травень 1901 р.

Дворічне перебування Кобилянської у селі Димка дало змогу письменниці заглянути глибше в селянське життя. У 1891 році родина переселилася в Чернівці, де був осередок прогресивних діячів, які позитивно впливають на розвиток передового світогляду Кобилянської. Софія Окуневська надсилає їй зі Львова твори Марка Вовчка, Михайла Павлика, Івана Франка, Тараса Шевченка. Мистецький світ полонить Кобилянську. Творами Шевченка вона була захоплена настільки, що багато з них знала напам'ять.
Пам'ятним для Кобилянської був 1898 рік, коли вона їде до Львова для участі у відзначенні 25-річного ювілею творчої діяльності І. Франка. Тут знайомиться з Василем Стефаником, зав'язує дружбу і листування з ним, обговорюючи психологізм його новел.
У 1899 році М. Павлик знайомить листовно Кобилянську з Лесею Українкою. На запрошення Косач Кобилянська приїздить до неї в Зелений Гай на Полтавщині, а через два роки поетеса була гостею Кобилянської в Чернівцях. Леся Українка відіграла значну роль у творчому зростанні письменниці з Буковини. Вона цінувала її талант, бо відчувала у високомистецьких творах посестри «гірську верховину, широкий горизонт». Між письменницями укладаються плідні стосунки, відображені як у їх творчості, так і в листуванні, що набуває інтимного характеру. Обмінюючись ідеями та світоглядом, Кобилянська та Косач разом стоять біля витоків творення феміністичного канону української літератури, вибудовуючи образ нової жінки: жінки-інтелігентки, борчині з обставинами пригнобленої верстви, закоханої в питомо жіночу душу та загальнолюдський гуманістичний ідеал. Хоча листи Кобилянської до Косач зникли з її особистого епістолярного архіву, листи Косач до Кобилянської збереглися і досліджуються досі як унікальний зразок феміністично-лесбійської епістолярної творчості в українській літературі. Саме до Кобилянської їде Косач після смерті Сергія Мержинського, щоб упоратися з горем.

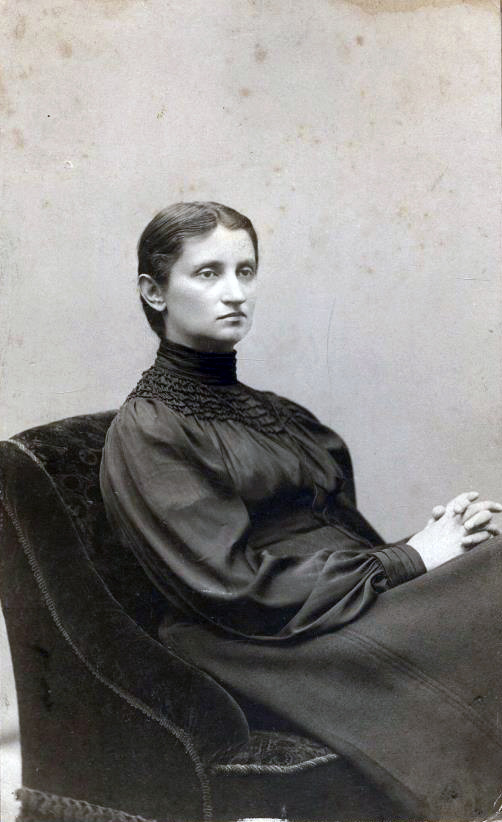
1908 рік

У 1903 році, у розквіті таланту Кобилянська застудилася, внаслідок чого розвинувся частковий параліч. Це позбавило письменницю широкої можливості особисто спілкуватися з друзями-митцями, з народом. Недуга, хвороба та смерть батька, матеріальна скрута спричинили творчий спад: «Моє життя ніколи не було веселим, а тепер воно доходило до кульмінаційного пункту». Попри хворобу, смерть батька та злидні, Кобилянська невтомно працює і видається, досягаючи в наступні 10 років заслуженої літературної слави.

### Пізній період
У 1940 році, після прилучення Бессарабії та Північної Буковини до Радянського Союзу, Кобилянську було нагороджено почесною грамотою Президії Верховної Ради Української РСР. Заразом її прийняли до Спілки радянських письменників України, для чого написала «партійне» за риторикою вітання приходу радянської влади на Буковину для альманаху «Вільна Буковина».
У 1941 році письменниця не змогла евакуюватися з Чернівців. Румунський уряд дав розпорядження передати письменницю військовому суду.
Наміри румунів залишилися нездійсненими, бо 21 березня 1942 року 78-річна Ольга Кобилянська померла. Румунська влада заборонила громадськості провести її в останню путь: на похороні були лише її рідні й близькі.

## Цитати
Якось проживемо, тільки б більшовики не прийшли.— Кобилянська в міжвоєнний період, коли Буковина була частиною Румунії, чекаючи радянських солдатів

## Контроверсії

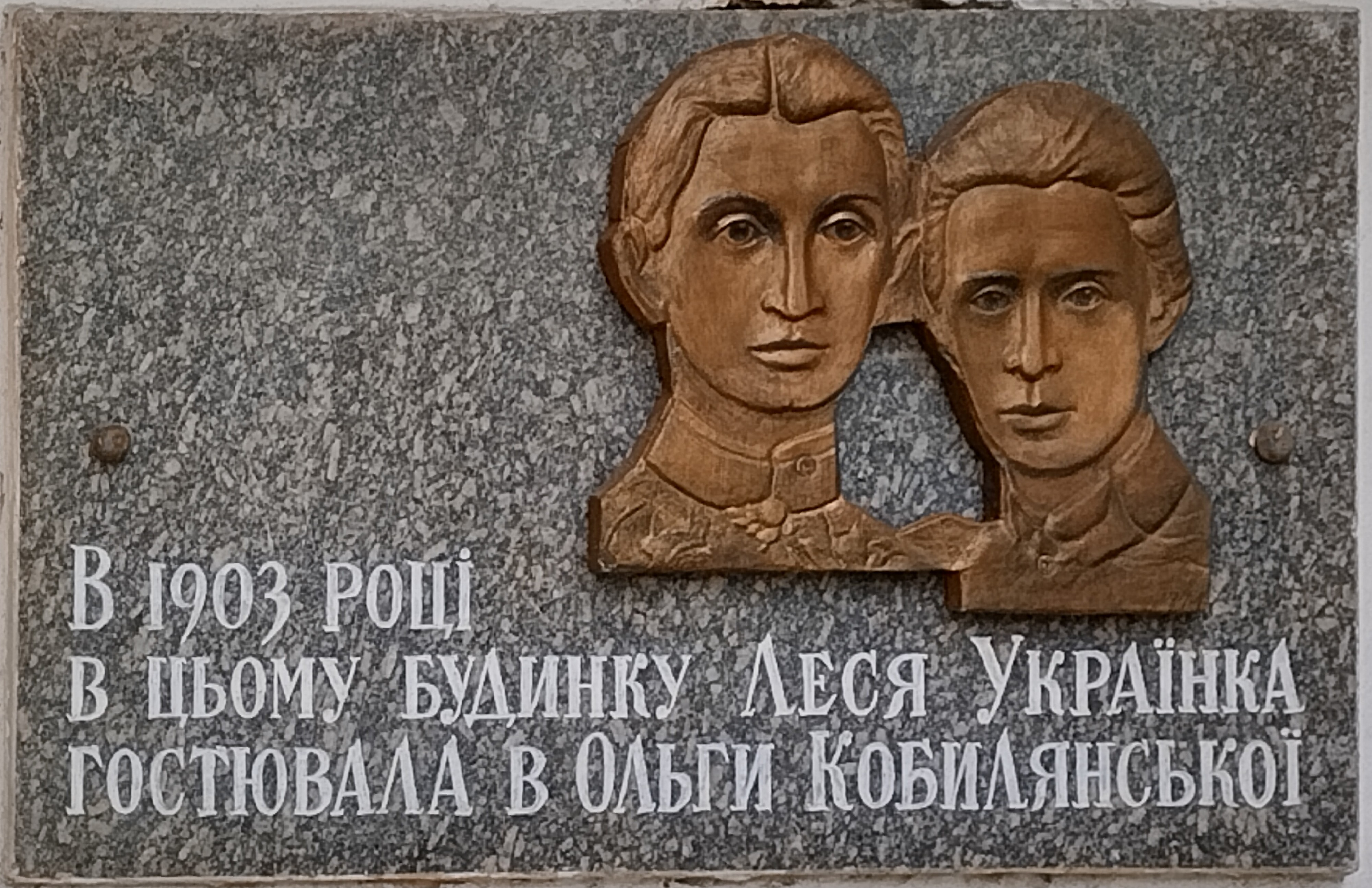
Меморіальна дошка Лесі Українки та Ольги Кобилянської в Чернівцях

Ольга Кобилянська листувалась з іншою українською письменницею Лесею Українкою. Особливо активним та відвертим листування було в перші роки ХХ століття. У 1901 році, після смерті нареченого Сергія Мержинського, Леся Українка їде в гості саме до Ольги Кобилянської за підтримкою .
У листах дві письменниці виробили особливий стиль звертання в третій особі – «хтось біленький» і «хтось чорненький», «хтось» і «хтосічок». Часто листи завершувались фразою «Хтось когось любить». Українська літературознавиця Віра Агеєва вказує, що такий стиль листування пов'язаний з сильним душевним зворушенням, одвертістю й розчуленістю, та порівнює його з лесбійськими стосунками англійських письменниць Вірджинії Вульф та Віти Секвілл-Вест .
З іншого боку, письменниця Оксана Забужко вважає, що роман між Ольгою Кобилянською та Лесею Українкою є міфом. Таку думку автор висловила у своїй книзі «Notre Dame d'Ukraine: Українка в конфлікті міфологій»:
| Приятельські листи американок, француженок і німкень XIX ст. для сьогоднішнього непідготовленого вуха таки справді можуть звучати мало не як шквал розпаношених лесбійських освідчень: «Як я тебе люблю… ти радість мого життя… моє серденько, як я тужу до тебе, як мрію про той час, коли ми знову побачимося» і т. д., — тоді як насправді це був цілком звичний, ба навіть ритуалізований тодішньою культурою спосіб жіночого словесного вияву прихильности й симпатії незалежно від об'єкта. Зрозуміло, що «епістолярний роман» панни Лесі й панни Ольги (стилістично, звісно, непорівнянно винахідливіший — у кожному разі, з Лесиної сторони, що єдина нам і відома) має бути відчитаний насамперед у цьому, питомому для нього контексті. |

## Літературна та громадська діяльність

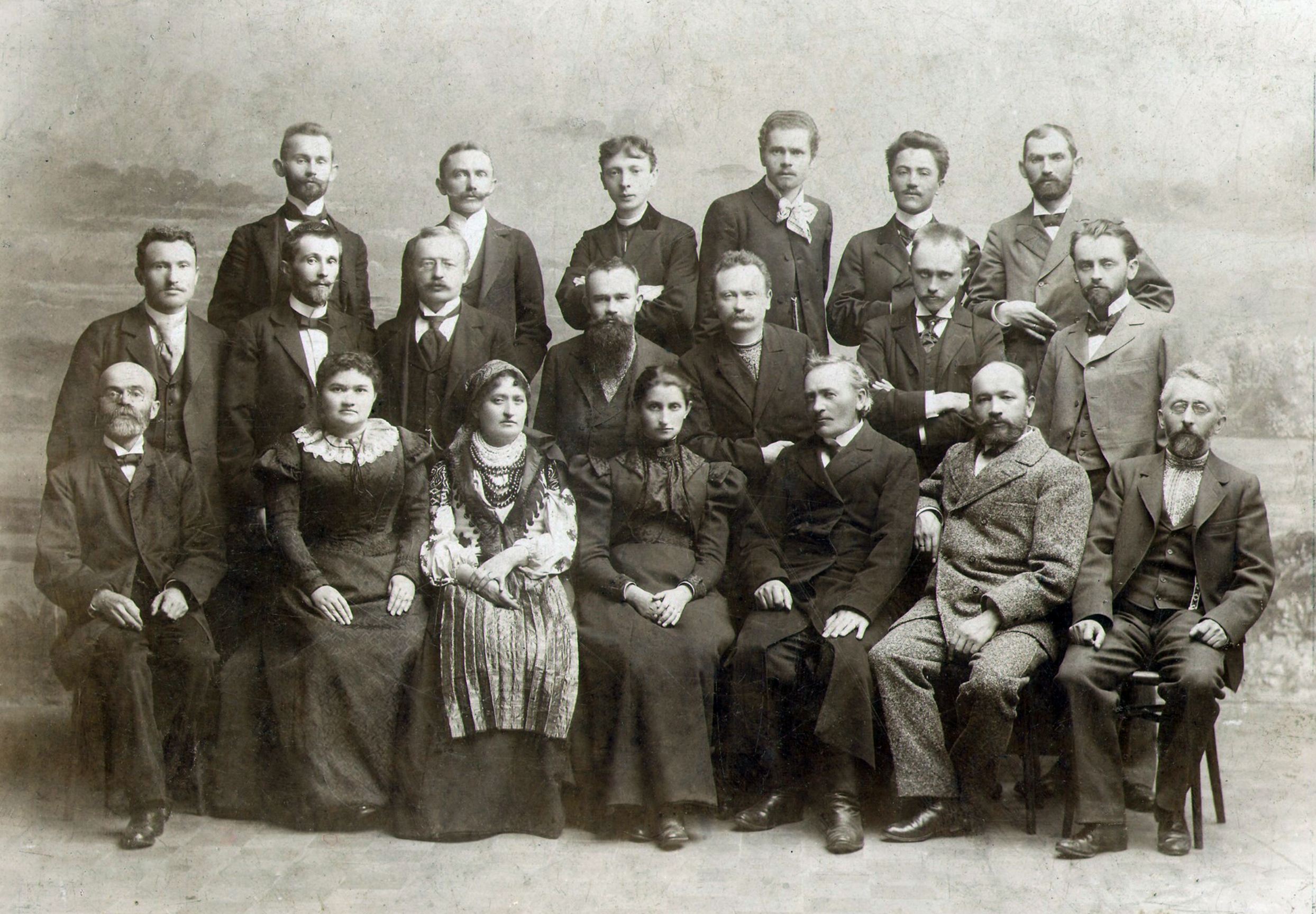
Кобилянська на з'їзді українських письменників у Львові з нагоди 100-ліття публікації «Енеїди», 1898 р (сидить у центрі). У першому ряду: М. Павлик, Є. Ярошинська, Н. Кобринська, О. Кобилянська, С. Лепкий, А. Чайковський, К. Паньківський (старший). У другому ряду: І. Копач, В. Гнатюк, О. Маковей, М. Грушевський, І. Франко, О. Колесса, Б. Лепкий. У третьому ряду: І. Петрушевич, Ф. Колесса, Й. Кишакевич, І. Труш, Д. Лукіянович, М. Івасюк.

Ольга Кобилянська за майже півстоліття створила десятки оповідань, нарисів, новел, повістей, критичних і публіцистичних статей, перекладів, лишила значне за обсягом листування. Частина її творів написана німецькою. З них лише деякі були надруковані в періодичних виданнях; 1901 року вони вийшли окремою книжкою під назвою «Kleine russische novellen». Найкращі твори Кобилянської вийшли у перекладах багатьма мовами, зокрема слов'янськими.
У 13—14 років Ольга писала вірші німецькою. У 1880 році пише перше німецькомовне оповідання «Гортенза, або Нарис з життя одної дівчини», у 1883 році — «Доля чи воля?». Потім створює алегоричні замальовки «Видиво» (1885), «Голубка і дуб» (1886), оповідання «Вона вийшла заміж» (1886—1887).

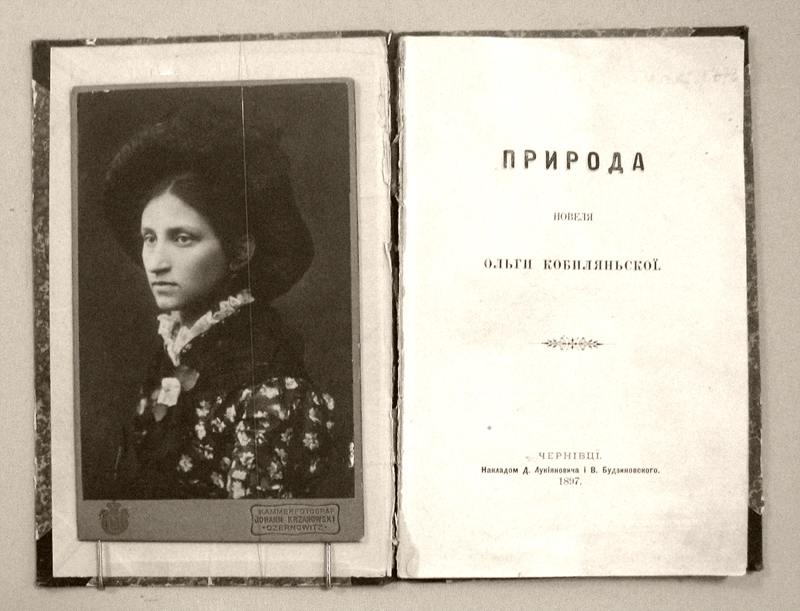
Книга «Природа», видання 1897

Попри хворобу і злидні, і після 1903 року Кобилянська продовжує писати, видавши протягом наступних 10 років чотири повісті: «Ніоба» (1905), «У неділю рано зілля копала» (1907), «Через кладку» (1911) та «За ситуаціями» (1913); а також — збірку новел «До світа» (1905). Крім того, після 20 років творчого шляху до неї приходить визнання: спочатку завдяки повісті «Земля», яку високо оцінила старша ґенерація письменників, а пізніше — завдяки «Молодій музі» (яка видала на її честь альманах «За красою» в 1905 році) та Миколі Євшану — провідному літературному критику передвоєнної доби.
Під час Першої світової війни Кобилянська пише низку коротких творів («Юда», «Назустріч долі», «Лист засудженого жовніра до своєї жінки»), зображаючи нещастя героїв, спричинені тривалим конфліктом.
Протягом 1920-х Кобилянська видає збірку новел «Сниться» (1922), оповідання (маленьку повість) «Вовчиха» (1923), роман «Апостол черні» (1926). В радянській Україні виходять численні перевидання її творів — зокрема, і її перше зібрання творів у 9 томах. Після чого письменниця поступово відходить від активної літературної творчості.

### Становлення

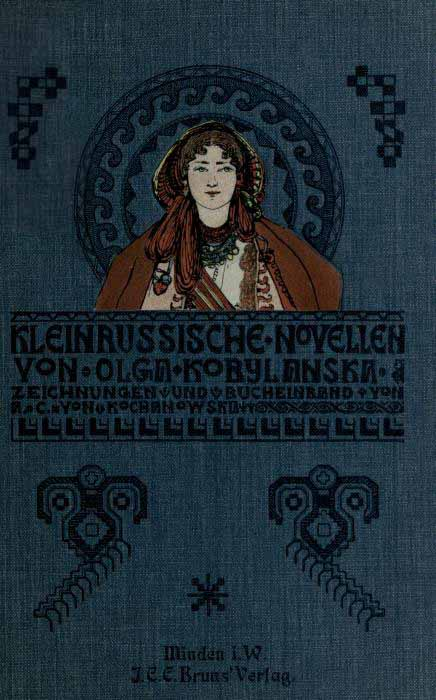
Книга Кобилянської «Малоруські новели» з ілюстраціями Августи Кохановської. Мінден, 1901

У Південній Буковині, заселеній переважно румунами, і меншою мірою українцями, українських шкіл чи культурно-освітніх закладів у 1860—1880 роках не було. Німецька школа не могла дати Кобилянській знань з історії та культури українського народу. Перші її літературні твори, написані німецькою мовою ще без чіткого уявлення, що означає слово «література», припадають на початок 1880-х років («Гортенза, або Нарис із життя однієї дівчини», «Доля чи воля?»). Ранні неопубліковані твори Кобилянської («Гортенза», «Малюнок з народного життя на Буковині», «Видиво», «Людина з народу» та інші) сьогодні зберігають переважно пізнавальне значення, відображаючи окремі сцени з життя містечкової інтелігенції, людей із народу.
Сприйняття Кобилянською німецької культури проходило через її особисті зв'язки з відомими німецькими та австрійськими редакторами та видавцями журналів і газет. Це спілкування дало змогу їй надрукувати німецькою мовою різні твори, як-от «Природа», «Битва», «Некультурна», «Мужик».
Тривалі контакти Кобилянської з німецьким письменником Людвіґом Якобовським (1868—1900 роки) відбивали закономірності розвитку міжлітературних взаємин української та австрійсько-німецької літератур кінця XIX — початку XX століття. У 1890-ті, активізувавши співпрацю з Якобовським, Кобилянська публікує німецькою статтю «Марко Вовчок та її оповідання» та цілий ряд перекладених німецькою оповідань українських письменників. Водночас ці контакти сприяли тому, що твори німецьких авторів друкувалися у перекладі українською. Леся Українка, Осип Маковей, Денис Лукіянович, Антін Крушельницький перекладали твори Якобовського та друкували їх у чернівецькій «Буковині», у львівському «Літературно-науковому віснику»
Німецька мова, як і німецька культура, відіграли позитивну роль у житті й творчості Кобилянської. Вони, як зауважила Леся Українка, допомогли Кобилянській вийти в широкий світ загальнолюдської культури. Але для утвердження Кобилянської як української письменниці треба було глибоко знати не лише українську мову, а й надбання української літератури. Цю істину вона все ясніше усвідомлювала й з кінця 1880-х років наполегливо вивчала культурну спадщину свого народу, виявляла дедалі більший інтерес до його життя.
Під впливом потужного жіночого оточення — письменниці Наталії Кобринської, першої української жінки-лікарки в Австро-Угорщині Софії Окуневської (прообраз героїні твору «Доля чи воля?»), художниці Августи Кохановської (ілюстраторки новел Кобилянської «Некультурна», «Природа», «Битва», «Під голим небом») — Кобилянська почала писати рідною мовою. Доклалась до мотиву й закоханість в Євгена Озаркевича, брата Наталії Кобринської.

### Феміністичні твори та активізм

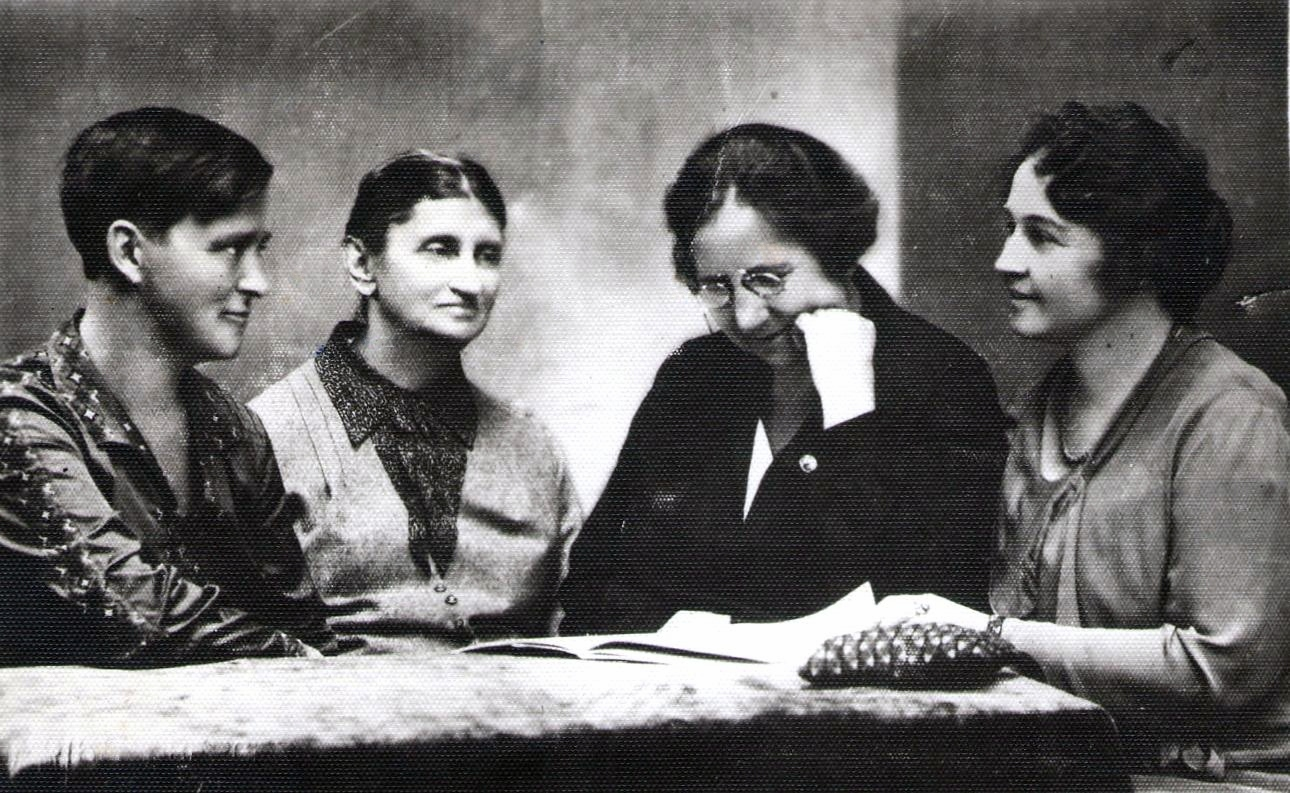
З Іванною Блажкевич, Оленою Кисілевською й Ольгою Гузар, 1934

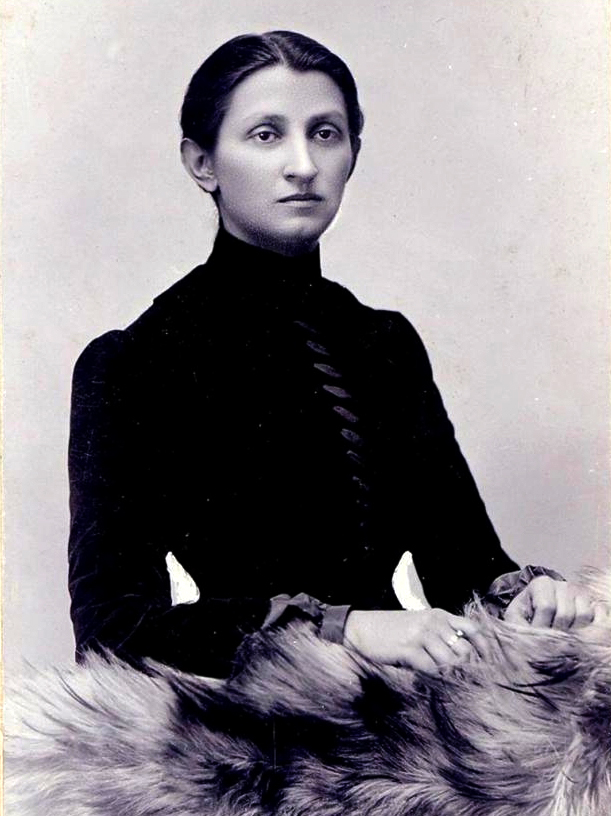
Ольга Кобилянська. Чернівці, 1898 р.

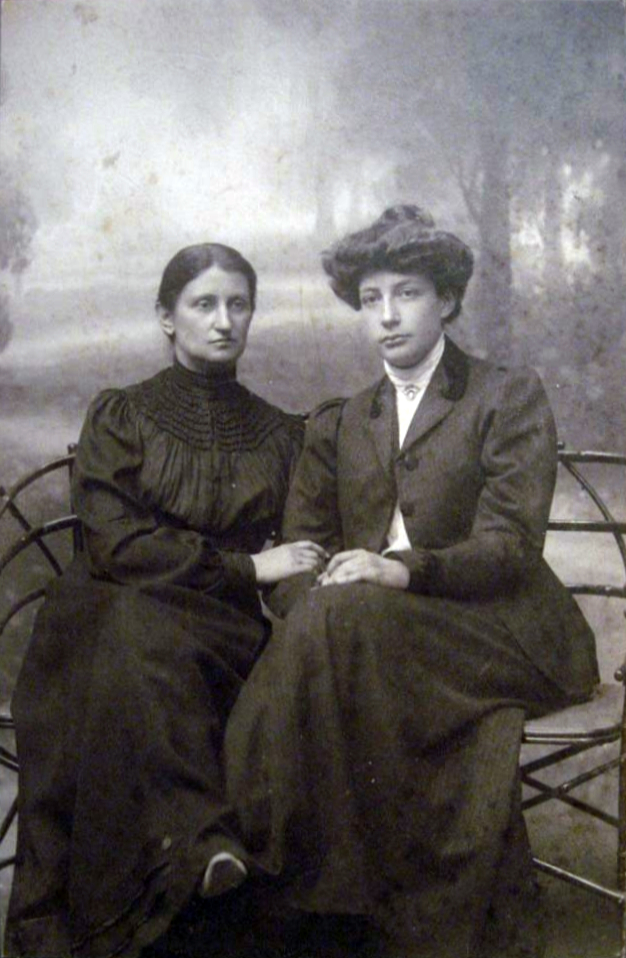
З Христею Алчевською у Бад-Наугаймі, бл 1908 р.

У 1890-х роках Кобилянська зацікавлюється соціалізмом. Вона гостро відчувала нерівноправне, пригноблене становище жінки в тодішньому суспільному житті, яку сковувало «рабство родинне і рабство суспільне». У ті часи жінки не мали широкого доступу до різних галузей праці, знань, мистецтва. Це Кобилянська відчула на собі, тому вона невтомно боролася за звільнення жінки від будь-якої залежності.
У Чернівцях Кобилянська починає активно займатися фемінізмом. Знаходячись у 1894 році біля витоків створення «Товариства руських жінок на Буковині», Кобилянська обґрунтувала мету цього руху в брошурі «Дещо про ідею жіночого руху», порушивши питання про тяжке становище жінки «середньої верстви». 1895 року «Товариство» перейменовують на «Общество руських женщин» на Буковині, і Кобилянська покидає його. У лютому 1902 року в Чернівцях вона співорганізовує ще одне жіноче товариство, «Кружок українських дівчат». Учасниці гуртка вибрали Кобилянську очільницею товариства.
Феміністська полеміка проявляється уже в ранніх творах Кобилянської. У деяких («Гортенза», «Вона вийшла заміж»), змальовуючи духовний світ героїнь, вона робила наголос на пошуках особистого щастя. У «Людині» (а ще більше в «Царівні») щастя героїнь пов'язується з феміністичними та класовими проблемами, активною життєвою позицією та необхідністю боротися з несприятливими обставинами.
Продовжуючи проблематику «Людини», повість «Царівна» (1895 р.) проілюструвала розширення світобачення письменниці, поглиблення реалістичної манери та засобів психологічного аналізу. Повість має складну історію: її творення й доопрацювання було тривалим (1888—1893), первісний текст був німецькою, пізніший — український. Надрукували твір у газеті «Буковина» (1895) і того ж року в Чернівцях окремим виданням.
Торкнувшись морально-етичних проблем життя інтелігенції в таких новелах, як «Аристократка» (1896 р.), «Impromptu phantasie», Кобилянська розробляла їх у наступних творах і створила три цілісних образи жінок-інтелігенток в оповіданні «Valse melancolique» (1898 р.). Згодом вона повернулася до теми в повістях «Ніоба» (1905 р.), «Через кладку», «За ситуаціями» (1913 р.).
Реалістичні й романтичні тенденції творчості Кобилянська своєрідно поєднала в одному з найкращих творів — феміністичній повісті «В неділю рано зілля копала», в основі якої — мотив романтичної балади «Ой не ходи, Грицю, та й на вечорниці», неодноразово опрацьованої українськими письменниками. Повість перекладена багатьма мовами, була інсценізована, з успіхом йшла на сцені.
Тема інтелігенції проходить через усю творчість Кобилянської — від її ранніх оповідань та повістей до «Апостола черні».

### Дослідження села
Зображення життя села, його соціально-психологічних і морально-етичних проблем — друга провідна лінія творчості Кобилянської. «Щоденники» письменниці переконливо свідчать, що в 2-й половині 1880-х вона замислювалася над долею народу, пов'язуючи проникнення в його життя з опануванням соціалістичних ідей. У новелі «Жебрачка» (1895) авторка вперше показала людину з народу, яка опинилася без засобів до існування, живе з милостині. У середині 1890-х Кобилянська поглибила знання селянського життя, чому сприяли її тісні контакти з жителями сіл, зокрема Димки (згодом це село ввійшло в її творчість картиною братовбивства в повісті «Земля»).
Після надрукування «Землі» Кобилянська одержала листа від багатого землевласника з пропозицією шлюбу, висловивши переконання, що жінка, яка так глибоко відчуває людські трагедії, вміє і глибоко кохати. Кобилянська відповіла, що він помиляється, бо авторка «Землі» вміє і глибоко ненавидіти.
Глибоко правдиві картини з життя села Кобилянська дала в новелах «Банк рустикальний», «На полях», «У св. Івана», «Час», «Некультурна».
На початку 1890-х, розробляючи проблеми, накреслені у ранніх творах, письменниця прагне розширити сферу своїх художніх пошуків, звертається до абстрактно-символічних тем й образів («Акорди», «Хрест», «Місяць»), пише низку поезій у прозі, серед яких є майстерні художні мініатюри. Кобилянська публікувала окремі твори в модерністських часописах «Світ» та «Українська хата».

### Подальші пошуки

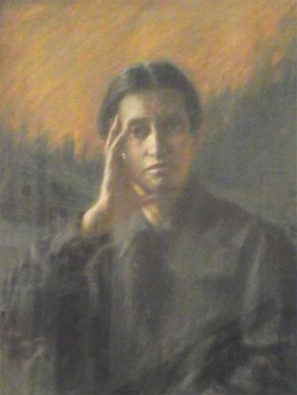
Портрет Ольги Кобилянської. Худ. А. Кохановська. Пастель

Творчість Кобилянської 1920—1930-х, коли Буковина опинилася під владою Румунії, проходила у складних умовах. Українська мова й культура зазнавали гонінь, проте й тоді Кобилянська налагоджувала контакти з українською літературною молоддю журналу «Промінь» (1921—1923 рр.), з місячником «Нові шляхи» (Львів), видавництвом «Рух» (Харків), де впродовж 1927—1929 роках вийшли її «Твори» у 9 томах.
У творах Кобилянської періоду Першої світової та часів румунського панування з'явилися деякі нові мотиви. Авторка вводить до оповідань тему війни («Юда», «Лист засудженого вояка до своєї жінки», «Назустріч долі» (1917 р.), «Зійшов з розуму» (1923) та ін.) — подібно до творів Василя Стефаника, Марка Черемшини, Осипа Маковея, Катрі Гриневичевої.
У деяких оповіданнях і новелах повоєнного періоду Кобилянська повернулася до морально-етичних проблем, що були предметом її художнього аналізу в творах кінця XIX — початку XX століття. Так, мотиви «Землі» знайшли продовження та поглиблення в оповіданні «Вовчиха».
Творчість Кобилянської 1920-1930-х років підпадала під вплив символізму («Сниться», «Пресвятая Богородице, помилуй нас!»). У романі «Апостол черні» письменниця наділила буковинське духовенство, зокрема о. Захарія, громадянськими й християнськими чеснотами.

### Щоденник
У Чернівцях діє єдиний в Україні літературно-меморіальний музей письменниці, міститься у будинку, в якому Кобилянська мешкала від 1925 року до смерті. Там, серед численних експонатів і особистих речей, зберігається унікальний документ — щоденник Ольги Кобилянської. Це два загальні зошити, написані німецькою (деякі слова українською та польською). Перший запис зроблено 1 листопада 1883-го.
Письменниця вела щоденника впродовж понад семи років, коли жила в Кимполунзі, Димці, Болехові. Майже 70 років ці раритети були за кордоном, їх зберіг і передав до музею американський адвокат Іван Панчук.

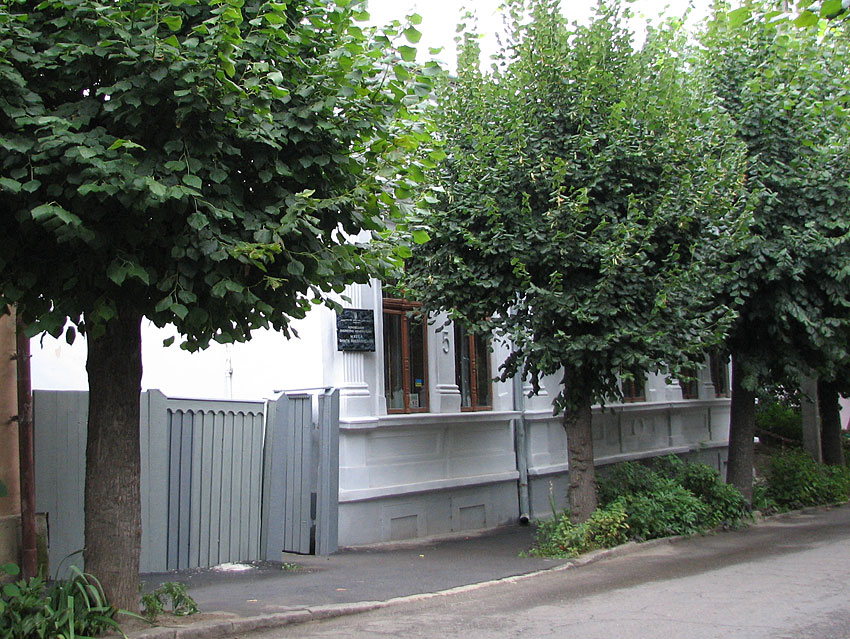
Музей Ольги Кобилянської в Чернівцях
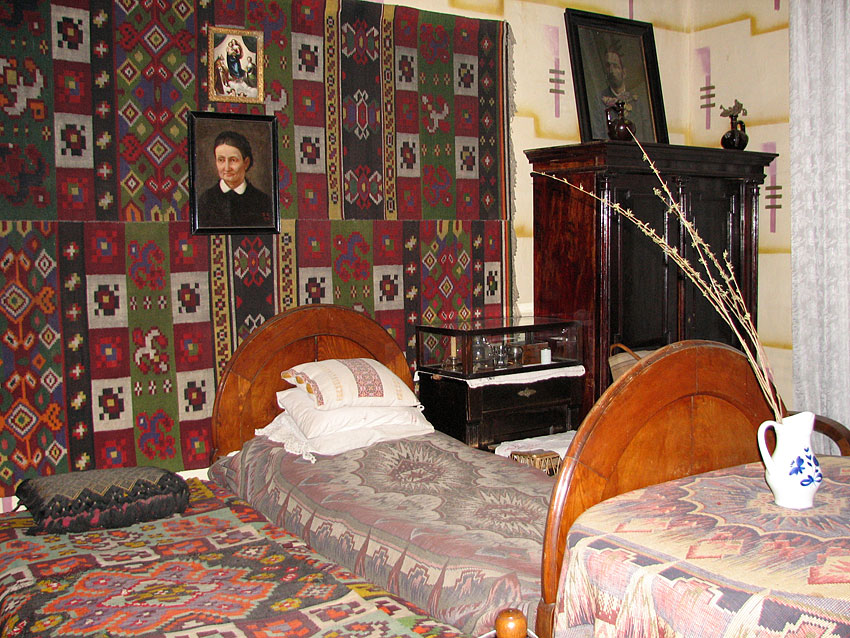
Спальня Ольги Кобилянської в літературно-меморіальному музеї письменниці
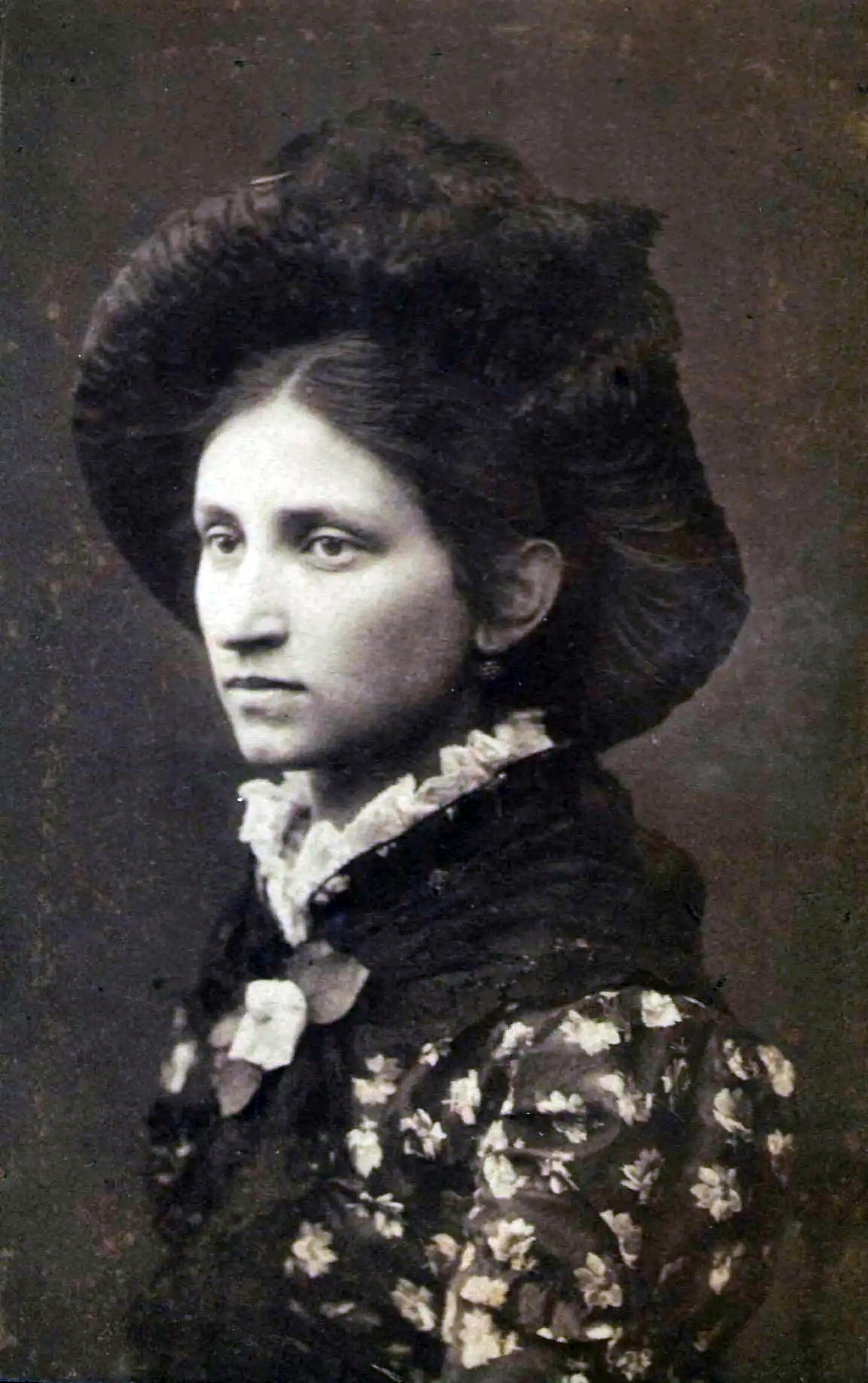
Ольга Кобилянська. Бистриця, 1886 р.
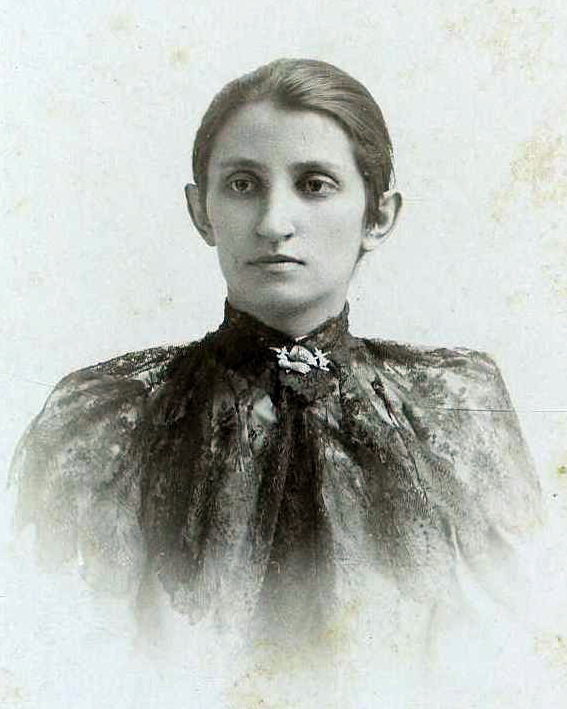
Липень 1894 року
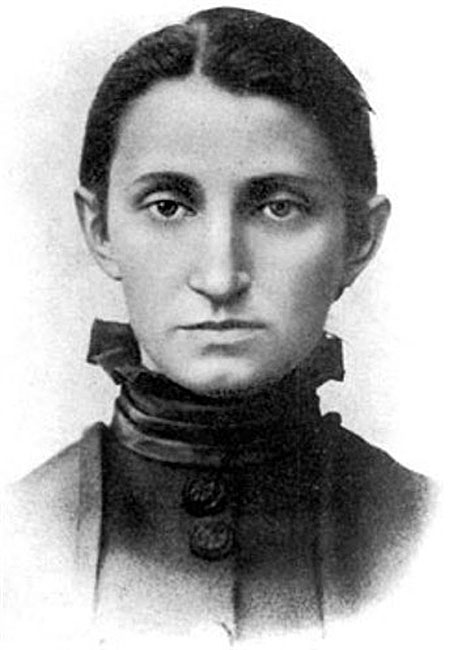
1899 рік

## Твори

Обкладинка абетки-енциклопедії «Кобилянська від А до Я» (авторка — Світана Кирилюк, ілюстратор — Іван Шкоропад, Видавництво Старого Лева, 2022 рік)

### Українською

#### Повісті та романи
- Людина (1886)
- Царівна (1896)
- Земля (1901)
- Ніоба (1905)
- В неділю рано зілля копала (1908)
- Через кладку (1911)
- За ситуаціями (1913)
- Апостол черні (1926)

#### Новели й оповідання
- Картинки з життя Буковини (1885) — оповідання.
- Видиво (1885) — алегорична замальовка.
- Голубка і дуб (1886) — алегорична замальовка.
- Вона вийшла заміж (1886—1887) — оповідання.
- Природа (1887) — новела. [Архівовано 11 Вересня 2018 у Wayback Machine.]
- Жебрачка (1888).
- У св. Івана (1890) — оповідання.
- Impromtu phantasie (1894).
- Valse melancolique (1894).
- Рожі (1896) — мініатюра.
- Він і вона (1895) — оповідання.
- Час (1895).
- Битва (1895).
- У св. Івана (1895) — оповідання.
- Банк рустикальний (1895) — оповідання.
- Аристократка (1896).
- Некультурна (1897) — новела.
- Поети (1897) — мініатюра.
- Слово зворушенного серця.
- Що я любив (1896) — мініатюра, оповідання.
- Покора (1898).
- Акорди (1898).
- На полях (1898) — оповідання.
- Там звізди пробивались (1900) — мініатюра.
- Під голим небом (1900) — нарис.
- Смутно колишуться сосни (1901) — мініатюра.
- Мої лілеї (1901) — мініатюра.
- Самітно мені на Русі (1902) — мініатюра.
- Осінню (1902).
- За готар (1903) — оповідання.
- До світа (1903).
- В долах (1907) — мініатюра.
- Весняний акорд (1910) — мініатюра.
- Юда (1917). [Архівовано 11 Вересня 2018 у Wayback Machine.]
- Лист засудженого вояка до своєї жінки (1917).
- Назустріч долі (1917).
- Сниться (1917).
- Василка (1922).
- Вовчиха (1923) — оповідання.
- Зійшов з розуму (1923).
- Але Господь мовчить… (1927).
- Пресвятая Богородиця, помилуй нас! (1928).
- Не смійтесь (1933).

Німецькомовні твори
Частина її творів, написаних у ранній період творчості (до переходу на українську мову), написана німецькою..
Повісті
- «Hortense, oder Ein Bild aus einem Madchenleben» («Гортенза, або нарис з життя однієї дівчини») (1880), (прим.: Кобилянська також зробила автопереклад повісті українською)
- «Schicksal oder Wille» («Доля чи воля») (1883), (прим.: Кобилянська також зробила автопереклад повісті українською)
- «Ein Lebensbild aus der Bukowina» («Картина з життя Буковини») (1885), (прим.: Кобилянська також зробила автопереклад повісті українською)
- «Sie hat geheiratet» («Вона вийшла заміж») (1887) (прим.: 1894 року повість «Вона вийшла заміж», ґрунтовно перероблена і під новою назвою, «Людина», була опублікована українською мовою) (прим.: Кобилянська також зробила автопереклад повісті українською)

Зібрання творів;
- Ольга Кобилянська. Зібрання творів у 10 томах. Том 3. Німецькомовні повісті. Чернівці: Букрек. 816 стор. ISBN 978-966-399-757-5 (прим. паралельний текст укр. та нім.)

### Прижиттєві видання
- Царівна. Оповіданє Ольги Кобилянської. Чернівцї, 1896.
- До сьвіта. Львів, 1905

#### Перевидання
- Кобилянська О. Новели [Архівовано 14 Квітня 2019 у Wayback Machine.] / О. Кобилянська; ред. та вступ. ст. Б. Якубського. — Б. м.: Книгоспілка, 1925. — XL, 226, 2 с.: портр.
- Кобилянська О. Ю. Ніоба: новела [Архівовано 27 Березня 2019 у Wayback Machine.] / Ольга Кобилянська; ред. та вступ. ст. А. Ніковського. — Київ: Сяйво, 1927. — 206 с. — (Бібліотека української повісти).
- Кобилянська О. Новели [Архівовано 11 Вересня 2018 у Wayback Machine.]. — Харків; Київ: Книгоспілка, 1930. — 203 с. (Літературна бібліотека).
- Кобилянська О. Вибрані твори. Т. 2: Оповідання [Архівовано 20 Вересня 2020 у Wayback Machine.] / Ольга Кобилянська. — Київ: Рад. письменник, 1940. — 253 с.

### Посмертні перевидання: окремі видання
- Кобилянська О. Оповідання [Архівовано 14 Грудня 2021 у Wayback Machine.] / Ольга Кобилянська. — Київ: Держ. вид-во худож. літ., 1947. — 44 с. — (Бібліотека художньої літератури)
- Кобилянська О. Вибрані твори [Архівовано 24 Січня 2021 у Wayback Machine.] / Ольга Кобилянська. — Київ: Держ. вид-во худож. літ., 1949. — 407 с.
- Кобилянська О. Новели [Архівовано 20 Вересня 2020 у Wayback Machine.] / Ольга Кобилянська. — Львів: Вільна Україна, 1950. — 63 с.
- Кобилянська О. За готар [Архівовано 21 Вересня 2020 у Wayback Machine.] / Ольга Кобилянська. — Київ: Держ. вид-во худож. літ., 1950. — 20 с.
- Кобилянська О. Він і вона. Ідеї — Київ: Молодь, 1959 — 43 с.
- Кобилянська О. Царівна: повісті [Архівовано 24 Січня 2021 у Wayback Machine.] / Ольга Кобилянська. — Харків: Фоліо, 2016. — 698, 2 с.: іл. — (Шкільна бібліотека української та світової літератури).

### Зібрання творів
- Кобилянська О. Твори у 9 томах. Харків: Рух, 1927—1929.
  - Кобилянська О. Твори. Т. 2: Природа й інші оповідання [Архівовано 21 Вересня 2020 у Wayback Machine.] / О. Кобилянська. — Харків: Рух, 1929. — 419 с.
  - Кобилянська О. Твори. Т. 3: Царівна: повість [Архівовано 20 Вересня 2020 у Wayback Machine.] / О. Кобилянська. — Харків: Рух, 1927. — 403 с.
  - Кобилянська О. Твори. Т. 4: Людина: ювіл. вид. [Архівовано 20 Квітня 2021 у Wayback Machine.] / О. Кобилянська; вступ. ст. Ів. Лизанівського та автобіогр. ювілянтки. — Харків: Рух, 1927. — 175 с.
  - Кобилянська О. Твори. Т. 6: Ніоба: повість [Архівовано 12 Серпня 2020 у Wayback Machine.] / О. Кобилянська. — Харків: Рух, 1927. — 166 с.
  - Кобилянська О. Твори. Т. 7: «В неділю рано зілля копала…» [Архівовано 11 Серпня 2020 у Wayback Machine.] / О. Кобилянська. — Харків: Рух, 1927. — 240 с.
  - Кобилянська О. Твори. Т. 9: За ситуаціями: повість [Архівовано 20 Вересня 2020 у Wayback Machine.] / О. Кобилянська. — Харків: Рух, 1927. — 407 с.
- Кобилянська О. Вибрані твори у 3 томах. — К.: Державне видавництво художньої літератури, 1952.
- Кобилянська О. Твори у 3 томах. — К.: Державне видавництво художньої літератури, 1956.
- Кобилянська О. Твори у 5 томах. — К.: Державне видавництво художньої літератури, 1962—1963.
- Кобилянська О.Ю. Твори: В 2-х томах. Т1 / упорядник, передмова і примітки – Федір Петрович Погребняк. — Київ : «Дніпро», 1983. — 495 с. — ISBN К 4702590100–500 М205(04)–83.
- Кобилянська О.Ю. Твори: В 2-х томах. Т2 / упорядник, передмова і примітки – Федір Петрович Погребняк. — Київ : «Дніпро», 1983. — 571 с. — ISBN К 4702590100–501 М205(04)–83.
- Кобилянська О. Твори у 2 томах. — К.: Дніпро, 1988. — ISBN 5-308-00257-6.
- Кобилянська О. Зібрання творів у 10 томах. Чернівці: Букрек. 2013—2020.

## Екранізації
За творами письменниці знято фільми:
- 1954 — художній фільм «Земля», реж. Олексій Швачка та Амвросій Бучма
- 1967 — телевистава «Вовчиха», реж. І. Поляков (на основі вистави Чернівецького музично-драматичного театру ім. Ольги Кобилянської)[20]
- 1990 — телефільм «Меланхолійний вальс», реж. Борис Савченко
- 1994 — телесеріал «Царівна», реж. Сергій Туряниця

## Переклади
- Kleinrussische Novellen (1901) («Малоруські новели», передмова до видання Адама Георга; у виданні перекладено німецькою новели «Природа», «Некультурна» та «Битва»).
- Valse mélancolique. Ausgewählte Prosa (2013) («Меланхолійний вальс. Вибрана проза»; у виданні зібрано всі твори, що вийшли за життя Кобилянської у німецьких часописах).
- On Sunday morning she gathered herbs [Архівовано 25 Жовтня 2021 у Wayback Machine.] (2001) («У неділю рано зілля копала»; переклад Марія Скрипник; передмова — Максим Тарнавський).
- W niedzielę rano ziele zbierała (1981).

## Вшанування пам'яті

### Пам'ятники
У 1963 році до 100-річчя від дня народження Ольги Кобилянської перед театром встановили півфігурну скульптуру письменниці.
У 1980 році перед театром встановили бронзовий пам'ятник (скульптори Анатолій Скиба, Микола Мірошниченко, архітектор Олександр Таратута). Півфігурну скульптуру встановили у с. Димці Глибоцького району.

### Вшанування у назвах організацій
- Літературно-мистецька премія імені Ольги Кобилянської.
- 70 курінь УПЮ імені Ольги (Юліанівни) Кобилянської
- Чернівецький музично-драматичний театр імені Ольги Кобилянської.

### Вшанування у топоніміці
- Вулиці Ольги Кобилянської є у Чернівцях, Береговому[21], Києві, Львові, Івано-Франківську, Стрию, Ходорові та інших містах і селах України.
- 29 січня 2014 року у місті Шепетівка з'явилася Вулиця Ольги Кобилянської.

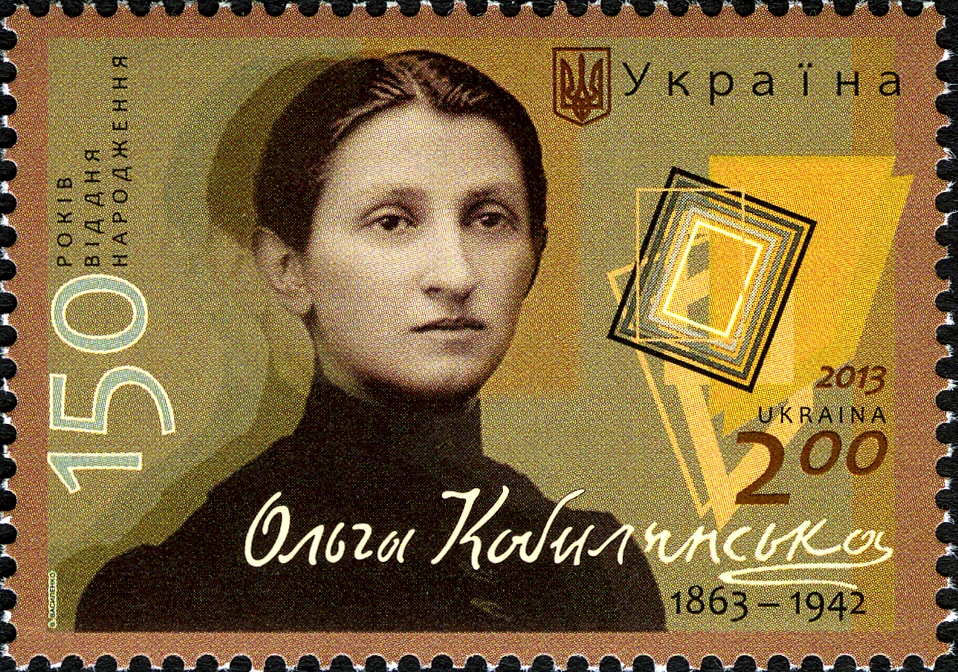
О. Кобилянська на поштовій марці, 2013
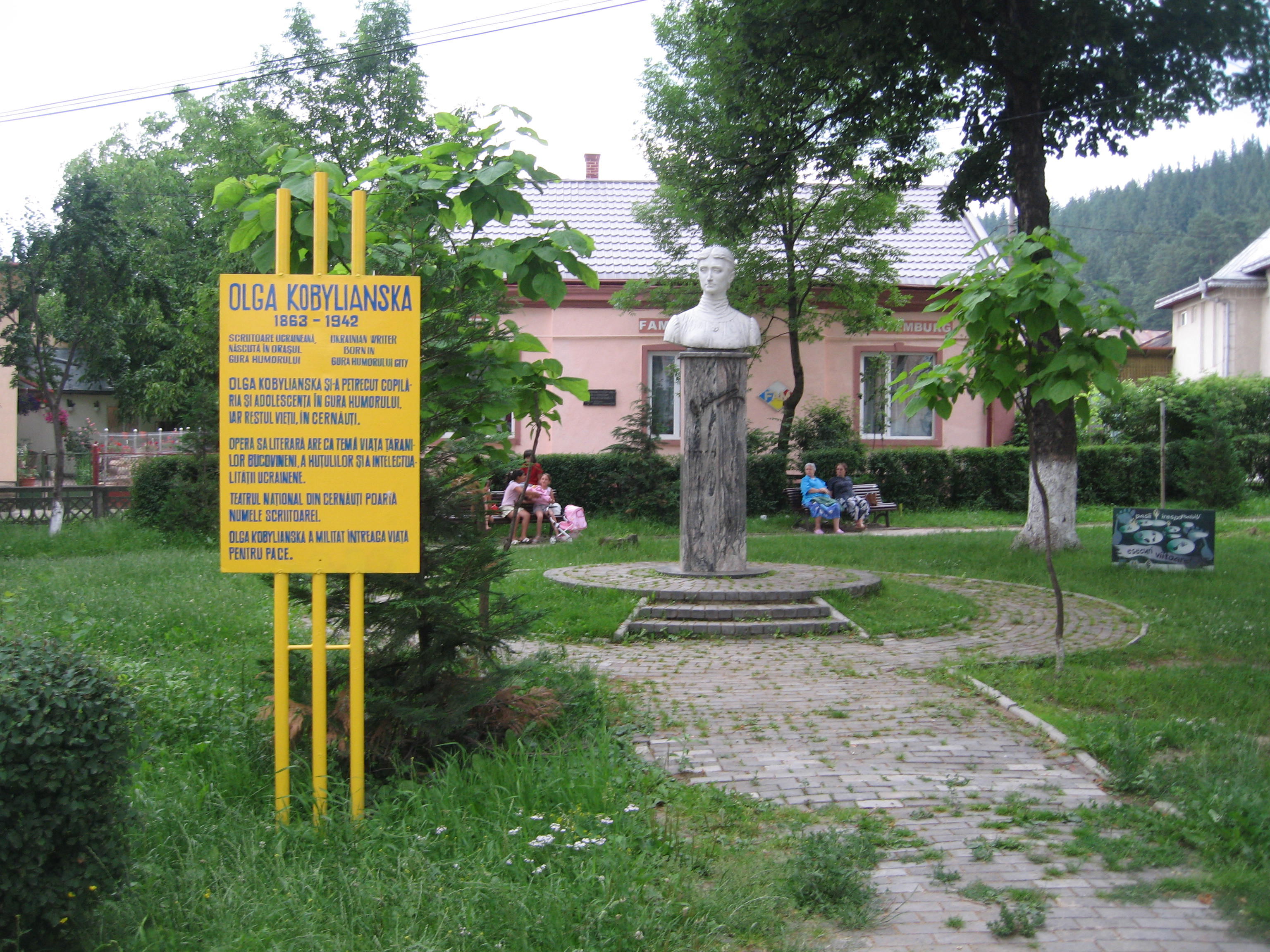
Пам'ятник О. Кобилянській на її батьківщині в Ґурагуморі (Румунія)
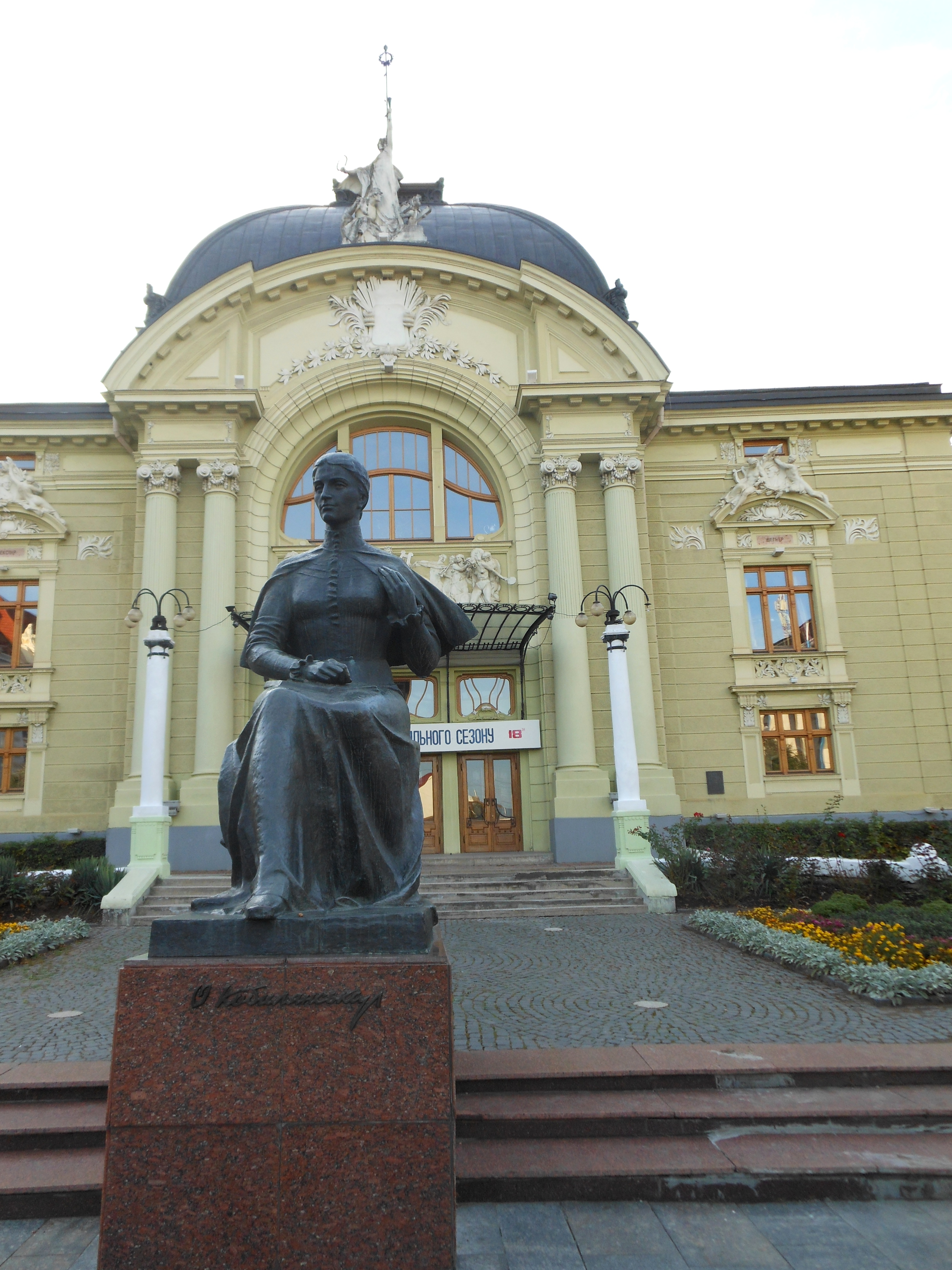
Пам'ятник О. Кобилянській у Чернівцях
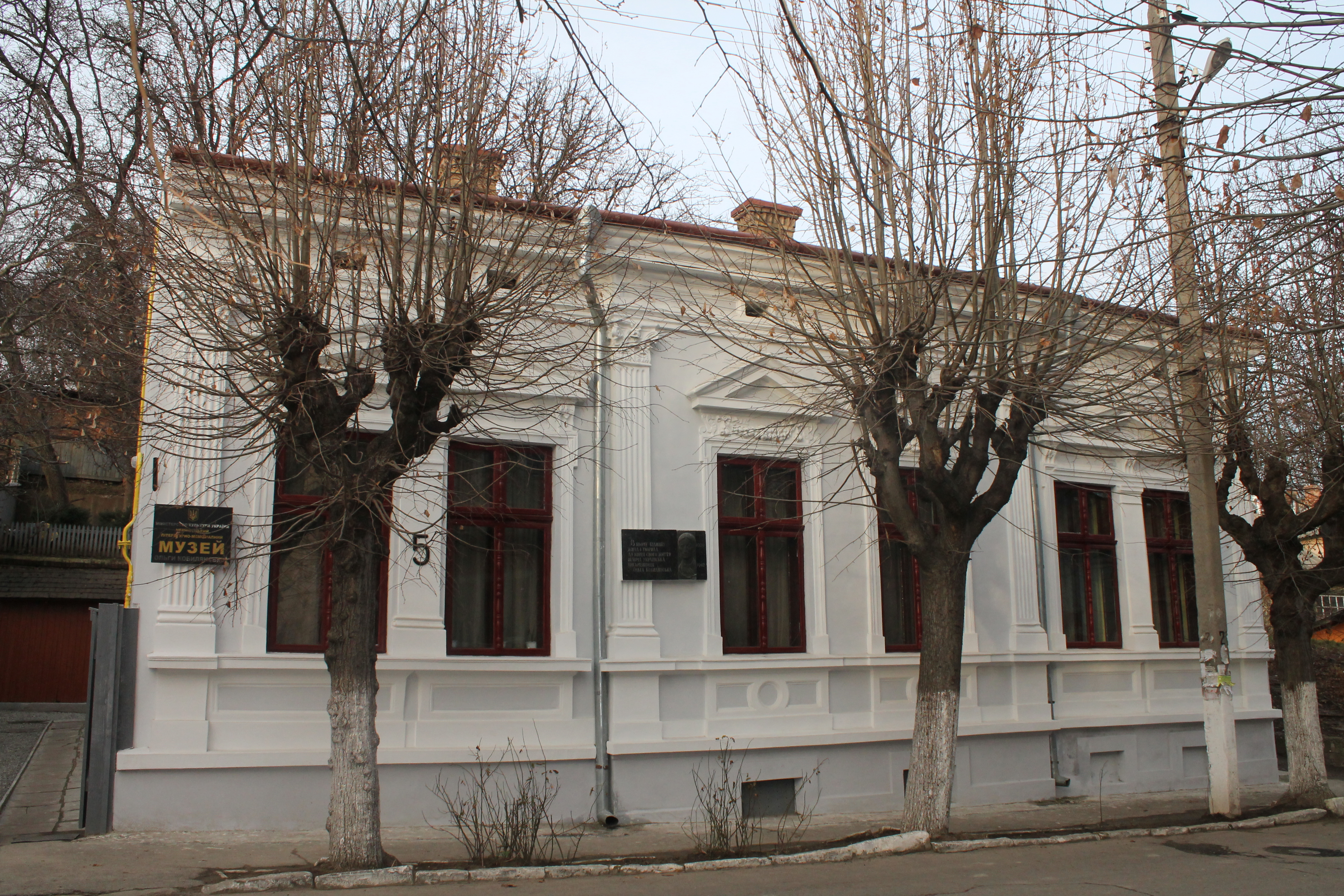
Будинок-музей Ольги Кобилянської в Чернівцях
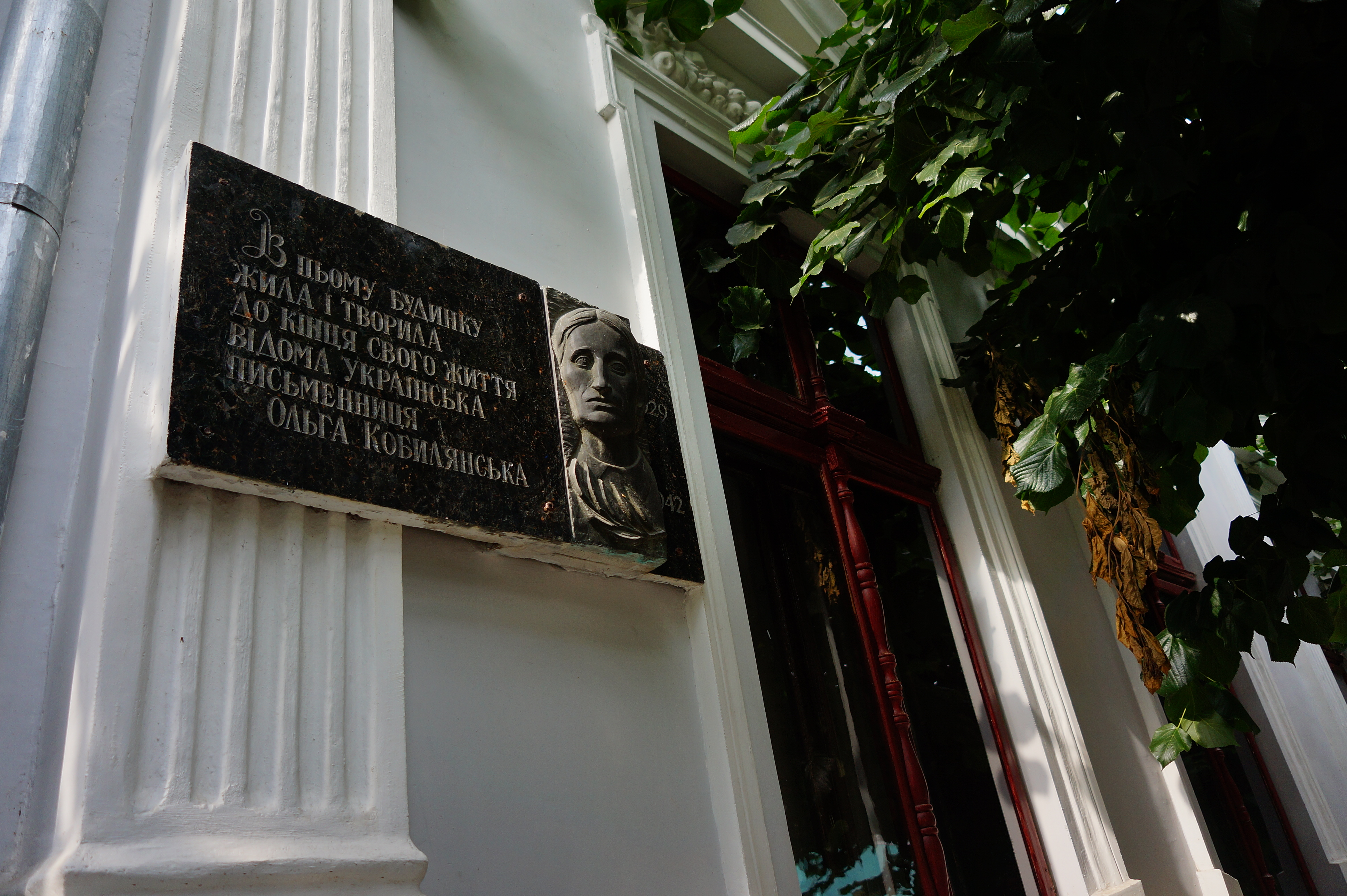
Меморіальна таблиця на будинку-музею О. Ю. Кобилянської

### 160 років (2023)
У Чернівцях, на балконі Кохановського, актори провели театралізовану виставу про Ольгу Кобилянську. Режисером дійства виступив Іван Данілін. Були відтворені романтична зустріч з письменником та літературним редактором Осипом Маковеєм, дружні розмови з Лесею Українкою.

## Аудіокниги
- Ольга Кобилянська. «Осінню» «Восени»): https://www.youtube.com/watch?v=hMVmjXIq4hM
- Ольга Кобилянська. Фантазія «Поети» (уривок): https://www.youtube.com/watch?v=vRuuWaIutuk
- Ольга Кобилянська. Поезії в прозі («Рожі», «Там звізди пробивались»): https://www.youtube.com/watch?v=J_R4Vi0yjRI
- Агатангел Кримський. «Царівна» (оповідання Ольги Кобилянської). Рецензія: https://www.youtube.com/watch?v=bVZf1QADhGM
- Озвучені твори О. Кобилянської на сайті 4read.org

### Біографічні матеріали
- Вознюк В. Ольга Кобилянська. — Х.: Фоліо, 2012. — 151 с.: портр.; 18 см. — (Знамениті українці. — ISBN 978-966-03-5098-4). — На паліт. авт. не зазначено. — 500 пр. — ISBN 978-966-03-5342-8.
- Кобилецький Ю. Буковинська краса: (літ.-біогр. нарис про О. Кобилянську) [Архівовано 3 Серпня 2018 у Wayback Machine.] / Юрій Кобилецький. — Київ; Харків: Укр. держ. вид-во, 1944. — 31 с.
- Ольга Кобилянська в критиці та спогадах. — Київ: Державне видавництво художньої літератури, 1963. — 559 с.

### У популярній формі
- Врублевська В. Шарітка з Рунгу. Біографічний роман про Ольгу Кобилянську [Архівовано 18 Березня 2011 у Wayback Machine.]. — К.: Видавничий центр «Академія», 2007. — 512 с.
- Дубинянська Я. про Джері Даррела, Машу Єрмолову, Олю Кобилянську, Ованеса Айвазовського, Рея Бредбері. — К.: Грані-Т, 2008. — 104 c.: іл. — («Життя видатних дітей»). — ISBN 978-966-465-139-1.
- Ольга Мосьондз В моєму житті нечасто гостює радість [Архівовано 10 Березня 2016 у Wayback Machine.]… // Вечерние вести. — 2012. — 26 берез.
- Ганна Улюра. Ніч на Венері: 113 письменниць, які сяють у темряві. — Київ : ArtHuss, 2020. — 464 с. — ISBN 978-617-7799-43-5.

### Літературознавчі дослідження
- Гоцур Л. В. Ольга Кобилянська в українсько-німецьких взаєминах: дис. канд. філол. наук: 10.01.03 / Л. В. Гоцур; КДПІ імені М. П. Драгоманова. — К., 1992. — 172 с.
- Горбач А.-Г. Ольга Кобилянська й німецька культура [Архівовано 15 Листопада 2021 у Wayback Machine.] // Наукові Записки УТГІ. — 1967. — ч. XIV(XVII)
- Гундорова Т. Марлітівський стиль: жіноче читання, масова література і Ольга Кобилянська // Гендерна перспектива. — К.: Факт, 2004. — С. 19—35.
- Гундорова Т. Неоромантичні тенденції творчості О. Кобилянської // Радянське літературознавство. — 1988. — № 11. — С. 32—42.
- Гундорова Т. Ольга Кобилянська contra Ніцше, або Народження жінки з духу природи // Гендер і культура. Збірник статей. — К.: Факт, 2001. — С. 34—52.
- Гундорова Т. Femina melancholica. Стать і культура в гендерній утопії Ольги Кобилянської. — К.: Критика, 2002. — 272 с.
- Зачарована казка життя Ольги Кобилянської: монографія / Г. Д. Левченко. — Київ: Книга, 2008. — 224 с. — ISBN 966-8314-56-8.
- Луців Л. Двоє мрійників: (О. Кобилянська і Є. Якбозен) [Архівовано 13 Серпня 2020 у Wayback Machine.] / д-р Лука Луців. — Тернопіль; Львів: З друк. А. Салєвича, 1930. — 34 с.
- Нагора С. Музичні і звукові моменти в творах Ольги Кобилянської [Архівовано 11 Вересня 2018 у Wayback Machine.] / С. Нагорна. — Львів: Друк. «Графія», 1938. — 44 с.
- Павлишин М. Ольга Кобилянська: прочитання [Архівовано 16 Вересня 2016 у Wayback Machine.]. — Х.: Акта. — 360 с.
- Ушкалов Л. Урок 41 «Ось ти, і жий!» Вступ до філософії українського фемінізму // Що таке українська література: есеї. — Львів: ВСЛ, 2015. — С. 306—313.
- "Апостол черні" повернувся [Текст] : [у Терноп. ОБМ відбулася репрезентація перевиданої повісті О. Кобилянської "Апостол черні", автором вступ. статті є відома мовознавиця М. Крупа] / І. Гошій // Сільський господар плюс Тернопільщина. — 2022. — № 22 (8 черв.). — С. 6 : фот.

### У енциклопедіях
- Фроленков В., Хаварівський Б. Кобилянська Ольга Юліанівна // Тернопільський енциклопедичний словник : у 4 т. / редкол.: Г. Яворський та ін. — Тернопіль : Видавничо-поліграфічний комбінат «Збруч», 2005. — Т. 2 : К — О. — С. 104. — ISBN 966-528-199-2.
- Шепель Л. Ф. Кобилянська Ольга Юліанівна [Архівовано 17 Серпня 2016 у Wayback Machine.] // Енциклопедія історії України : у 10 т. / редкол.: В. А. Смолій (голова) та ін. ; Інститут історії України НАН України. — К. : Наукова думка, 2007. — Т. 4 : Ка — Ком. — С. 372. — ISBN 978-966-00-0692-8.

### Бібліографічні покажчики
- Ольга Кобилянська (1863—1942): біобібліогр. покажч.: до 150-річчя від дня народж. / Упр. культури Чернів. облдержадмін., Чернів. обл. універс. наук. б-ка ім. М. Івасюка, Чернів. літ.-меморіал. музей О. Кобилянської; авт.-уклад.: А. Лупан, О. Гаврилюк, І. Рудько; ред.: М. Довгань [Архівовано 24 Вересня 2020 у Wayback Machine.]. — Чернівці: [б. в.], 2013. — 364 с.: іл.]

### Про музей
- Кому потрібен Музей Ольги Кобилянської?… // Слово Просвіти [Архівовано 27 Лютого 2022 у Wayback Machine.]
- Музей Ольги Кобилянської
- Літературно-меморіальний музей Ольги Кобилянської [Архівовано 3 Липня 2010 у Wayback Machine.]

### Інше
- Панчук О. Під «парасолькою» Ольги Кобилянської [Архівовано 29 Серпня 2018 у Wayback Machine.] // Zbruč. — 2015. — 27 листопада.